# Змиёв (станция)
Змиёв (укр. Зміїв) — железнодорожная станция Южной железной дороги, находящаяся в одноименном городе и являющаяся его основным транспортным узлом. Узловая станция 2 класса. На станции Змиёв останавливаются некоторые пассажирские поезда и все пригородные.

## Путевое развитие
Станция имеет семь приёмо-отправочных путей, из которых два — II и III — главные. Также к станции примыкают несколько подъездных путей. Платформами оборудованы пути 1 (боковая), 3 и 4 (промежуточная).

## Сооружения
Вокзал, пост централизации, пешеходный мост.

## Поезда
Участки Змиёв — Мерефа, Змиёв — Основа, Змиёв — Занки обслуживаются исключительно электропоездами ЭР2, ЭР2Р, ЭР2Т депо Харьков. В чётном направлении поезда идут до станций Харьков-Пассажирский, Харьков-Левада, в нечётном — до станций Шебелинка, Балаклея, Савинцы, Изюм. Для некоторых электропоездов станция Змиёв является конечной.
Пассажирские поезда в направлении Мерефы не курсируют(но есть проходящие через неё Змиев → Харьков).